# Raadhuis van Dirkshorn
Het Raadhuis van Dirkshorn is een rijksmonument in het Noord-Hollandse Dirkshorn, gelegen aan de Raadhuisstraat 1. Het pand deed vroeger dienst als gemeentehuis van de voormalige gemeente Harenkarspel.

## Geschiedenis
Op de plek van het raadhuis stond vroeger de gereformeerde kerk uit 1659, die in 1868 werd gesloopt. Timmerman J.H. Vlaming uit Hoogwoud kreeg op 30 mei 1870 de aanbesteding in opdracht van de gemeente. Op 24 juni 1870 legde burgemeester Cornelis Francis de eerste steen. Het souterrain was oorspronkelijk bestemd als woonruimte voor de gemeentesecretaris. Bij de verbouwing van 1911 is het dak met fronton en klokkentorentje vervangen door een schilddak met dakkapel. In 1930 is de raadzaal op de bel-etage vergroot. In 2020 opende het raadhuis haar deuren als Bed & Breakfast.

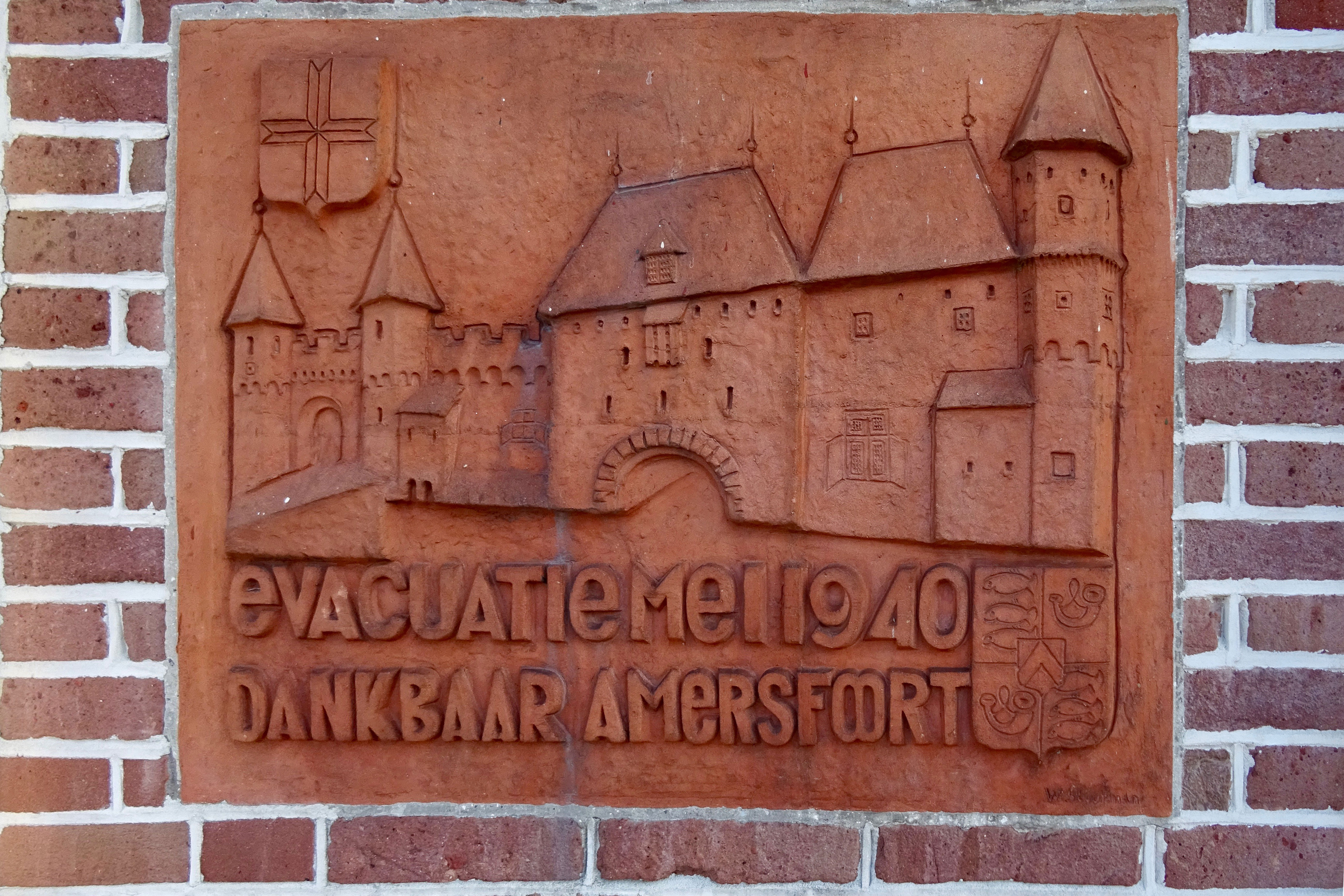
Gedenksteen ter herinnering van de evacuatie van bewoners van Amersfoort.
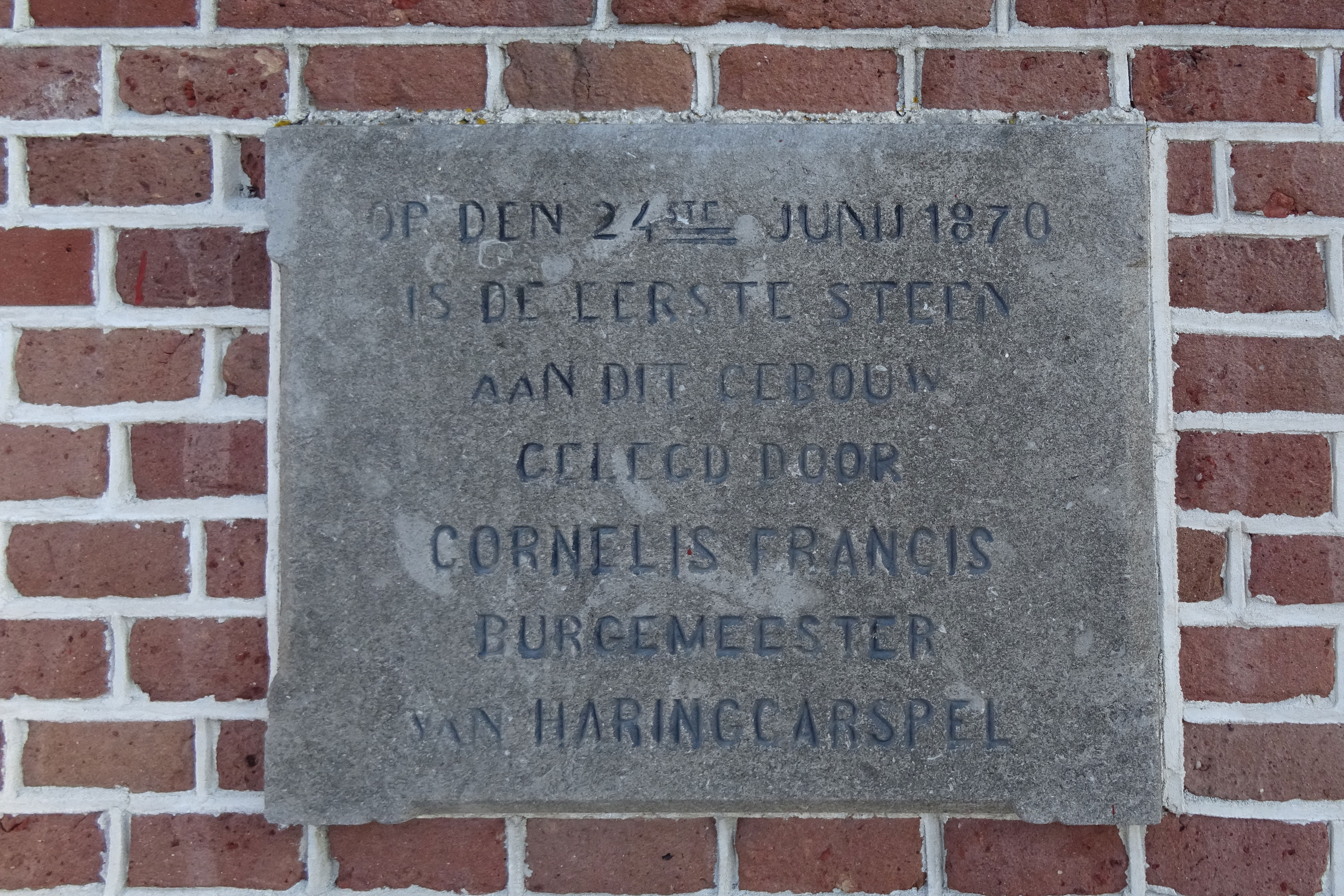
Gedenksteen van de eerstesteenlegging, door Cornelis Francis.